# Derby della Lanterna
La rivalité entre le Genoa CFC et l'UC Sampdoria, se réfère à l'antagonisme entre les deux principaux clubs de football de la ville italienne de Gênes. Cette rencontre est également appelée derby della Lanterna, en référence à La Lanterna, phare portuaire qui est le symbole de Gênes. Le derby della Lanterna est considéré comme le plus « beau » d'Italie.
Placé médiatiquement derrière les derbies de Milan, Rome ou Turin, la rivalité oppose les rossoblù, supporters du Genoa principalement situés à l’intérieur de la cité, et les doriani, supporters de la Sampdoria plutôt issus des villages aux alentours, notamment de Sampierdarena.
Si la Sampdoria remporte la Coupe des Coupes 1990 et atteint la finale de la Ligue des Champions 1992, le Genoa n'a jamais atteint une finale d'une compétition de l'UEFA, ce dernier détient un meilleur palmarès domestique en remportant neuf championnats d'Italie contre un seul pour la Samp.

## Résultats
- Victoire de la Sampdoria
- Nuls
- Victoire du Genoa

### Championnat
|           |          | Genoa vs Sampdoria | Genoa vs Sampdoria   | Genoa vs Sampdoria | Sampdoria vs Genoa | Sampdoria vs Genoa   | Sampdoria vs Genoa |
| --------- | -------- | ------------------ | -------------------- | ------------------ | ------------------ | -------------------- | ------------------ |
| Saison    | Division | Date               | Stade                | Score              | Date               | Stade                | Score              |
| 1946-1947 | Serie A  | 03.03.1947         | Stade Luigi-Ferraris | 2 – 3              | 03.11.1946         | Stade Luigi-Ferraris | 3 – 0              |
| 1947-1948 | Serie A  | 16.11.1947         | Stade Luigi-Ferraris | 2 – 1              | 22.04.1948         | Stade Luigi-Ferraris | 1 – 1              |
| 1948-1949 | Serie A  | 06.02.1949         | Stade Luigi-Ferraris | 0 – 0              | 17.10.1948         | Stade Luigi-Ferraris | 5 – 1              |
| 1949-1950 | Serie A  | 09.10.1949         | Stade Luigi-Ferraris | 0 – 1              | 12.02.1950         | Stade Luigi-Ferraris | 1 – 1              |
| 1950-1951 | Serie A  | 22.04.1951         | Stade Luigi-Ferraris | 2 – 3              | 03.12.1950         | Stade Luigi-Ferraris | 2 – 1              |
| 1954-1955 | Serie A  | 10.04.1955         | Stade Luigi-Ferraris | 1 – 1              | 14.11.1954         | Stade Luigi-Ferraris | 2 – 2              |
| 1955-1956 | Serie A  | 23.10.1955         | Stade Luigi-Ferraris | 2 – 1              | 18.03.1956         | Stade Luigi-Ferraris | 0 – 0              |
| 1956-1957 | Serie A  | 17.03.1957         | Stade Luigi-Ferraris | 1 – 1              | 28.10.1957         | Stade Luigi-Ferraris | 3 – 2              |
| 1957-1958 | Serie A  | 01.11.1957         | Stade Luigi-Ferraris | 3 – 1              | 09.03.1958         | Stade Luigi-Ferraris | 0 – 0              |
| 1958-1959 | Serie A  | 29.03.1959         | Stade Luigi-Ferraris | 0 – 0              | 16.11.1958         | Stade Luigi-Ferraris | 2 – 1              |
| 1959-1960 | Serie A  | 15.11.1959         | Stade Luigi-Ferraris | 1 – 2              | 03.04.1960         | Stade Luigi-Ferraris | 3 – 0              |
| 1962-1963 | Serie A  | 14.10.1962         | Stade Luigi-Ferraris | 2 – 1              | 17.02.1963         | Stade Luigi-Ferraris | 3 – 1              |
| 1963-1964 | Serie A  | 22.03.1964         | Stade Luigi-Ferraris | 0 – 1              | 19.01.1964         | Stade Luigi-Ferraris | 0 – 1              |
| 1964-1965 | Serie A  | 22.11.1964         | Stade Luigi-Ferraris | 2 – 1              | 04.04.1965         | Stade Luigi-Ferraris | 0 – 1              |
| 1966-1967 | Serie B  | 12.03.1967         | Stade Luigi-Ferraris | 1 – 0              | 16.10.1966         | Stade Luigi-Ferraris | 0 – 0              |
| 1973-1974 | Serie A  | 25.11.1973         | Stade Luigi-Ferraris | 0 – 2              | 17.03.1974         | Stade Luigi-Ferraris | 1 – 1              |
| 1976-1977 | Serie A  | 07.11.1976         | Stade Luigi-Ferraris | 1 – 1              | 13.03.1977         | Stade Luigi-Ferraris | 1 – 2              |
| 1978-1979 | Serie B  | 18.03.1979         | Stade Luigi-Ferraris | 0 – 1              | 22.10.1978         | Stade Luigi-Ferraris | 0 – 2              |
| 1979-1980 | Serie B  | 28.10.1979         | Stade Luigi-Ferraris | 0 – 0              | 16.03.1980         | Stade Luigi-Ferraris | 3 – 2              |
| 1980-1981 | Serie B  | 10.05.1981         | Stade Luigi-Ferraris | 1 – 1              | 07.12.1980         | Stade Luigi-Ferraris | 1 – 1              |
| 1982-1983 | Serie A  | 28.11.1981         | Stade Luigi-Ferraris | 1 – 1              | 10.04.1982         | Stade Luigi-Ferraris | 2 – 2              |
| 1983-1984 | Serie A  | 18.03.1984         | Stade Luigi-Ferraris | 0 – 0              | 10.04.1982         | Stade Luigi-Ferraris | 2 – 0              |
| 1989-1990 | Serie A  | 01.10.1989         | Stade Luigi-Ferraris | 1 – 2              | 11.02.1990         | Stade Luigi-Ferraris | 0 – 0              |
| 1990-1991 | Serie A  | 25.11.1990         | Stade Luigi-Ferraris | 0 – 0              | 30.03.1991         | Stade Luigi-Ferraris | 1 – 2              |
| 1991-1992 | Serie A  | 27.10.1991         | Stade Luigi-Ferraris | 0 – 0              | 15.03.1992         | Stade Luigi-Ferraris | 2 – 2              |
| 1992-1993 | Serie A  | 28.03.1993         | Stade Luigi-Ferraris | 0 – 0              | 01.11.1992         | Stade Luigi-Ferraris | 4 – 1              |
| 1993-1994 | Serie A  | 05.12.1993         | Stade Luigi-Ferraris | 1 – 1              | 10.04.1994         | Stade Luigi-Ferraris | 1 – 1              |
| 1994-1995 | Serie A  | 30.04.1995         | Stade Luigi-Ferraris | 2 – 1              | 04.12.1994         | Stade Luigi-Ferraris | 3 – 2              |
| 1999-2000 | Serie B  | 22.10.1999         | Stade Luigi-Ferraris | 1 – 1              | 20.03.2000         | Stade Luigi-Ferraris | 0 – 1              |
| 2000-2001 | Serie B  | 02.04.2001         | Stade Luigi-Ferraris | 2 – 0              | 07.11.2000         | Stade Luigi-Ferraris | 2 – 0              |
| 2001-2002 | Serie B  | 04.11.2001         | Stade Luigi-Ferraris | 1 – 0              | 07.04.2002         | Stade Luigi-Ferraris | 0 – 0              |
| 2002-2003 | Serie B  | 19.04.2003         | Stade Luigi-Ferraris | 0 – 2              | 07.04.2002         | Stade Luigi-Ferraris | 2 – 1              |
| 2007-2008 | Serie A  | 17.02.2008         | Stade Luigi-Ferraris | 0 – 0              | 23.09.2007         | Stade Luigi-Ferraris | 2 – 1              |
| 2008-2009 | Serie A  | 03.05.2009         | Stade Luigi-Ferraris | 3 – 1              | 23.09.2007         | Stade Luigi-Ferraris | 0 – 1              |
| 2009-2010 | Serie A  | 29.11.2009         | Stade Luigi-Ferraris | 3 – 0              | 11.04.2010         | Stade Luigi-Ferraris | 1 – 0              |
| 2010-2011 | Serie A  | 08.05.2011         | Stade Luigi-Ferraris | 2 – 1              | 19.12.2010         | Stade Luigi-Ferraris | 0 – 1              |
| 2012-2013 | Serie A  | 14.04.2013         | Stade Luigi-Ferraris | 1 – 1              | 18.11.2012         | Stade Luigi-Ferraris | 3 – 1              |
| 2013-2014 | Serie A  | 03.02.2014         | Stade Luigi-Ferraris | 0 – 1              | 15.09.2013         | Stade Luigi-Ferraris | 0 – 3              |
| 2014-2015 | Serie A  | 28.09.2014         | Stade Luigi-Ferraris | 0 – 1              | 24.02.2015         | Stade Luigi-Ferraris | 1 – 1              |
| 2015-2016 | Serie A  | 05.01.2016         | Stade Luigi-Ferraris | 2 – 3              | 08.05.2016         | Stade Luigi-Ferraris | 0 – 3              |
| 2016-2017 | Serie A  | 11.03.2017         | Stade Luigi-Ferraris | 0 – 1              | 22.10.2016         | Stade Luigi-Ferraris | 2 – 1              |
| 2017-2018 | Serie A  | 04.11.2017         | Stade Luigi-Ferraris | 0 – 2              | 07.04.2018         | Stade Luigi-Ferraris | 0 – 0              |
| 2018-2019 | Serie A  | 25.11.2018         | Stade Luigi-Ferraris | 1 – 1              | 14.04.2019         | Stade Luigi-Ferraris | 2 – 0              |
| 2019-2020 | Serie A  | 14.12.2019         | Stade Luigi-Ferraris | 0 – 1              | 22.07.2020         | Stade Luigi-Ferraris | 1 – 2              |
| 2020-2021 | Serie A  | 03.03.2021         | Stade Luigi-Ferraris | 1 – 1              | 01.11.2020         | Stade Luigi-Ferraris | 1 – 1              |
| 2021-2022 | Serie A  | 10.12.2021         | Stade Luigi-Ferraris | 1 – 3              | 30.04.2022         | Stade Luigi-Ferraris | 1 – 0              |

### Coupe
| Saison    | Compétition  | Tour                | Date       | Stade                | Domicile  | Résultat | Extérieur |
| --------- | ------------ | ------------------- | ---------- | -------------------- | --------- | -------- | --------- |
| 1957-1958 | Coppa Italia | Phase de groupes    | 22.06.1958 | Stade Luigi-Ferraris | Genoa     | 1 – 3    | Sampdoria |
| 1957-1958 | Coppa Italia | Phase de groupes    | 19.07.1958 | Stade Luigi-Ferraris | Genoa     | 2 – 0    | Sampdoria |
| 1966-1967 | Coppa Italia | Phase de groupes    | 30.09.1966 | Stade Luigi-Ferraris | Sampdoria | 1 – 0    | Genoa     |
| 1968-1969 | Coppa Italia | Phase de groupes    | 08.09.1968 | Stade Luigi-Ferraris | Sampdoria | 2 – 1    | Genoa     |
| 1969-1970 | Coppa Italia | Phase de groupes    | 31.08.1972 | Stade Luigi-Ferraris | Genoa     | 1 – 1    | Sampdoria |
| 1971-1972 | Coppa Italia | Phase de groupes    | 19.09.1971 | Stade Luigi-Ferraris | Sampdoria | 1 – 1    | Genoa     |
| 1972-1973 | Coppa Italia | Phase de groupes    | 30.09.1972 | Stade Luigi-Ferraris | Genoa     | 1 – 1    | Sampdoria |
| 1978-1979 | Coppa Italia | Phase de groupes    | 30.08.1978 | Stade Luigi-Ferraris | Genoa     | 0 – 1    | Sampdoria |
| 1989-1990 | Coppa Italia | Deuxième tour       | 30.08.1989 | Stade Luigi-Ferraris | Genoa     | 0 – 1    | Sampdoria |
| 1996-1997 | Coppa Italia | Seizièmes de finale | 28.08.1996 | Stade Luigi-Ferraris | Genoa     | 2 – 2    | Sampdoria |
| 1996-1997 | Coppa Italia | Seizièmes de finale | 02.10.1996 | Stade Luigi-Ferraris | Sampdoria | 0 – 2    | Genoa     |
| 2002-2003 | Coppa Italia | Phase de groupes    | 03.09.2002 | Stade Luigi-Ferraris | Genoa     | 1 – 2    | Sampdoria |
| 2020-2021 | Coppa Italia | Quatrième tour      | 26.11.2020 | Stade Luigi-Ferraris | Sampdoria | 1 – 3    | Genoa     |

## Navigation